# Tristan Rivière
Pour les articles homonymes, voir Rivière (homonymie).
Tristan Rivière est un mathématicien français né à Brest le 26 novembre 1967.

## Biographie
Tristan Rivière est ancien élève de l'École polytechnique (Promotion X87) et obtient son doctorat en 1993 à l'Université Pierre-et-Marie-Curie sous la direction de Fabrice Bethuel avec une thèse intitulée Applications harmoniques entre variétés. En 1992, il est Chargé de Recherche du CNRS. En 1997, il reçoit son habilitation à l'Université Paris-Sud à Orsay. De 1999 à 2000, il est Visiting Associate Professor à l'Institut Courant (New York University). Depuis 2003, il est professeur ordinaire à l'École polytechnique fédérale de Zurich. Depuis 2009, il est directeur de l'institut pour la recherche en mathématiques à l'EPFZ.
Tristan Rivière travaille dans le domaine des équations aux dérivées partielles de la Physique (cristaux liquides, condensats de Bose-Einstein, micro-magnétisme, Théorie de Ginzburg-Landau en supraconductivité, Théorie de Jauges) ainsi que de la géométrie différentielle (applications harmoniques entre variétés, flot de courbure, surfaces minimales et surfaces de Willmore (en), Champs de Yang-Mills). Ses travaux portent principalement sur l'étude de phénomènes non linéaires, la formation de tourbillons et d'autres structures et sur les questions de régularité.

## Prix et distinctions
En 1996, il reçoit la médaille de bronze du CNRS et en 2003 la médaille d'or Stampacchia. En 2002, il est conférencier invité au congrès international des mathématiciens à Pékin avec une conférence sur Bubbling, quantization and regularity issues in geometric non-linear analysis.

## Publications
- Everywhere discontinuous Harmonic Maps into Spheres, Acta Matematica, 175, (1995), 197-226
- avec F. Pacard: Linear and Nonlinear Aspects of Vortices. Birkhäuser 2000
- Conservation laws for conformally invariant variational problems. Inventiones Math., 168 (2007), 1-22
- avec R. Hardt: Connecting rational homotopy type singularities of maps between manifolds. Acta Matematica, 200 (2008), 15-83
- Analysis Aspects of Willmore Surfaces. Inventiones Math., 174 (2008), no. 1, 1-45
- avec G. Tian: The singular set of 1-1 Integral currents. Annals of Math., 169 (2009), no. 3, 741-794
- avec Y. Bernard: Energy Quantization for Willmore Surfaces and Applications. Annals of Math., (2) 180 (2014), no. 1, 87-136
- A viscosity method in the min-max theory of minimal surfaces. Publications mathématiques de l'IHÉS, 126 (2017), no. 1, 177-246